# Eugène Bersier
Eugène Arthur François Bersier (Morges, Vaud kanton, 1831. február 5. – Párizs, 1899. november 19.) svájci református lelkész, hugenotta menekültek utóda.

## Életútja
Elemi tanulmányait Genfben és Párisban végezte, teológiát Genfben, Göttingenben és Halléban tanult. 1855-ben mint a francia szabadegyház tagja Párizsban 1877-ig lelkész volt, ekkor gyülekezetével együtt a francia állami református egyház tagjává lett. 1872-ben Párizs ostroma alatt érdemeket szerzett magának, melyeknek elismeréséül a becsületrend lovagjává nevezték ki. 
Bersier-től hét kötetnyi egyházi beszéd jelent meg, melyeket angol, német, dán, svéd és orosz nyelvekre is lefordítottak. Az összesen 80 egyházi beszédből 42 került magyar fordításra két kötetben, Szalóczy Pál által. Egyéb nevezetesebb művei: Historie du Synode de 1872 (1872, két kötetben); Liturgie, mely művét francia református egyház lelkészei használják, 1874; Mes actes et mes Principes, 1878; L'Immutatabilité des Jésus Christ, 1881. Protestáns egyházi lapjainkban elszórva, több dolgozata jelent meg magyar fordításban.